# 주한 조지아 대사관
주한 조지아 대사관(조지아어: საქართველოს საელჩო კორეის რესპუბლიკაში, 영어: Embassy of Georgia to the Republic of Korea)은 대한민국 서울특별시 용산구 이태원동 111-4에 위치하고 있는 조지아 대사관이다. 현직 주한 조지아 대사는 오타르 베르제니슈빌리이다.

## 역사
조지아 정부는 1992년 12월 14일에 대한민국과 수교했으며 2011년 8월에 대한민국 서울에 주한 조지아 대사관을 설립했다. 대한민국 정부는 2015년 12월에 조지아 트빌리시에 설립된 주조지아 대한민국 대사관에서 조지아에 관한 외교 업무를 담당한다.

## 주요 업무
주요 업무는 대한민국 정부와의 외교 교섭과 국제 협력, 경제, 통상 교섭, 양국 문화, 학술, 체육 교류 및 협력, 외교 정책 홍보, 대한민국 거주 조지아 국민의 보호와 지도, 문서의 공증, 국적, 호적, 여권 및 사증 업무 등이다.

## 같이 보기
- 대한민국-조지아 관계
- 주조지아 대한민국 대사관
- 조지아의 재외공관 목록
- 대한민국 주재 외국공관 목록